# Heckler & Koch MP7
MP7 — пістолет-кулемет зі спеціально розробленим для нього набоєм 4,6 × 30 мм виробництва німецької компанії Heckler & Koch.

## Конструкція
MP7 скомпоновано за типом компактного пістолета-кулемета, магазин вставляється в пістолетне руків'я, приклад складаний, телескопічний, спереду є складана штурмова рукоятка. Автоматика MP7 побудована за схемою з газовим двигуном з коротким ходом газового поршня, замикання здійснюється поворотом затвора. У конструкції використані деякі особливості автомата HK G36, наприклад, широко використані полімерні матеріали, подібна автоматика і конструкція ударно-спускового механізму.
Маса кулі — 1,6 г. Куля сталева, в мідній оболонці.
За купчастості стрільби зброя перевершує багато інших пістолетів-кулеметів таких же розмірів.
За статистикою, яку наводить H&K, ефективність MP7 при стрільбі по цілях у бронежилетах у два з половиною рази вища, ніж у MP5K калібру 9×19 мм, а відбій у 2 рази менший.

## МР7 в масовій культурі

### У кінематографі
- Велика гра - використовують охоронці Президента США.

### У відеоіграх
- Hitman: Blood Money - на рівні "Нове життя" використовують охоронці ФБР. Ігрова версія використовує неіснуючий магазин на 25 патронів.
- Killing Floor - ігрова версія модифікована присторєм для стрільби медичними дротиками з ліками.
- Payday 2 - в грі називається SpecOps і доступний для гравців, які купили DLC Gage Weapon Pack #01 в Steam.
- Battlefield 4 - в грі є пістолетом-кулеметом з DLC.
- Battlefield 3 - в грі є пістолетом-кулеметом, який доступний всім класам.
- Call of Duty Modern Warfare 3 - є зброєю в мультиплеєрі і в кооперативній версії.
- Counter-Strike: Global Offensive - є зброєю в контер-терористів
- Standoff 2 - є зброєю в контер-террористів
- Half-Life 2 - є зброєю Комбайнів, а в майбутньому і повстанців